# Coppa del mondo femminile VIVA 2008
La Coppa del mondo femminile VIVA 2008 è stata la prima edizione della competizione mondiale riservata alle selezioni di calcio femminili delle nazioni non riconosciute o riconosciute ma non affiliate né alla FIFA né alle organizzazioni continentali. Il paese ospitante è stata la Lapponia, unica candidata. Le città ospitanti sono state quelle di Gällivare e di Malmberget. Le gare del torneo si svolsero il 10 ed il 13 luglio 2008. Le uniche due squadre che vi parteciparono furono Lapponia e Kurdistan che si affrontarono in due gare, da cui usci vincitrice la Lapponia.

## Squadre partecipanti
- Lapponia
- Kurdistan

## Città e Stadi
Gli stadi scelti per disputare le partite del torneo VIVA World Cup 2008 sono stati due, situati in due città della Lapponia (territorio svedese).
| Città      | Stadio             | Capacità |
| ---------- | ------------------ | -------- |
| Gällivare  | Gällivare Stadium  | -        |
| Malmberget | Malmberget Stadium | -        |

## Risultati
| Squadra   | P.ti | G | V | P | S | GF | GS | DR  |
| --------- | ---- | - | - | - | - | -- | -- | --- |
| Lapponia  | 6    | 2 | 2 | 0 | 0 | 15 | 1  | +14 |
| Kurdistan | 0    | 2 | 0 | 0 | 2 | 1  | 15 | -14 |

| Malmberget 10 luglio 2008, ore 18:00 16:00 UTC                    | Lapponia  | 4 – 0 | Kurdistan | Malmberget Stadium |
| \| \| \| \| \| Gry Keskitalo Skulbørstad , , , \| Marcatori \| \| |           |       |           |                    |
|                                                                   |           |       |           |                    |
| Gry Keskitalo Skulbørstad ,                                       | Marcatori |       |           |                    |

| Gällivare 13 luglio 2008, ore 14:00 12:00 UTC                                                                                             | Kurdistan | 1 – 11                                                                                          | Lapponia | Gällivare Stadium |
| \| \| \| \| \| ? \| Marcatori \| Skulbørstad , , , , Mia Carina Eira , Marlen Hallen Magdalena Esseryd Mia Oscarsson Ragnhild Fosshaug \| |           |                                                                                                 |          |                   |
| |           |                                                                                                 |          |                   |
| ? | Marcatori | Skulbørstad , Mia Carina Eira , Marlen Hallen Magdalena Esseryd Mia Oscarsson Ragnhild Fosshaug |          |                   |